# کلی هو
کلی هو (انگلیسی: Kelly Ann Hu؛ زاده ۱۳ فوریهٔ ۱۹۶۸) بازیگر، صداپیشه، مدل پیشین و ملکه زیبایی اهل آمریکا است. او به نمایندگی از هاوایی برنده ملکه زیبایی نوجوان ایالات متحده آمریکا ۱۹۸۵ شد.
از فیلم‌ها یا برنامه‌های تلویزیونی که وی در آن نقش داشته‌است، می‌توان به بوسه شانگهای، سانست بیچ، پادشاه عقرب، زاده برای مرگ، ایکس ۲: مردان متحد و تورنمنت اشاره کرد.